# Lycianthes purpusii
Lycianthes purpusii är en potatisväxtart som beskrevs av Friedrich August Georg Bitter. Lycianthes purpusii ingår i Himmelsögonsläktet som ingår i familjen potatisväxter. Inga underarter finns listade i Catalogue of Life.